# Nhân Lý, Lạng Sơn
Nhân Lý là một xã thuộc tỉnh Lạng Sơn, Việt Nam.

## Địa lý
Xã Nhân Lý có vị trí địa lý:
- Phía đông giáp xã Chiến Thắng
- Phía tây giáp xã Bằng Mạc
- Phía nam giáp xã Lạng Sơn và xã Chi Lăng
- Phía bắc giáp xã Tân Đoàn.

Theo thống kê năm 2019, xã Nhân Lý có diện tích 126,86 km², dân số là 11.077 người, mật độ dân số đạt 87 người/km².

## Lịch sử
Ngày 1 tháng 7 năm 2025, Ủy ban Thường vụ Quốc hội ban hành Nghị quyết số 1672/NQ-UBTVQH15 về việc sắp xếp các đơn vị hành chính cấp xã của tỉnh Lạng Sơn năm 2025. Theo đó,Sắp xếp toàn bộ diện tích tự nhiên, quy mô dân số của xã Mai Sao, Bắc Thủy, Lâm Sơn và Nhân Lý thành xã mới có tên gọi là xã Nhân Lý.